# Фейрбразер, Никола
Нико́ла Ким Фе́йрбразер (англ. Nicola Kim Fairbrother; род. 14 мая 1970, Хенли-он-Темз, Оксфордшир) — британская дзюдоистка лёгкой весовой категории, выступала за сборную Великобритании на всём протяжении 1990-х годов. Серебряный призёр летних Олимпийских игр в Барселоне, чемпионка мира, трёхкратная чемпионка Европы, победительница многих турниров национального и международного значения.

## Биография
Никола Фейрбразер родилась 14 мая 1970 года в городе Хенли-он-Темс графства Оксфордшир. Активно заниматься дзюдо начала в возрасте восьми лет, проходила подготовку в Уокингеме в клубе единоборств «Пинвуд», к пятнадцати годам уже заслужила чёрный пояс.
В период 1983—1987 годов активно выступала на юниорском уровне, неоднократно побеждала на юниорских и кадетских соревнованиях, выиграла серебряную медаль на чемпионате Европы среди юниоров в Леондинге. В 1988 году добилась первых серьёзных успехов на взрослом международном уровне, в частности в лёгкой весовой категории одержала победу на международном турнире в Нидерландах. Год спустя дебютировала в Кубке мира, в частности на этапе в Париже заняла второе место.
На чемпионате Европы 1990 года в немецком Франкфурте-на-Майне Фейрбразер выиграла бронзовую медаль. В следующем сезоне побывала на мировом первенстве в Барселоне, откуда привезла награду бронзового достоинства, выигранную в лёгком весе. Ещё через год на европейском первенстве в Париже взяла верх над всеми своими соперницами и завоевала золото. Благодаря череде удачных выступлений удостоилась права защищать честь страны на летних Олимпийских играх 1992 года в Барселоне, куда женское дзюдо впервые было включено в качестве полноценной дисциплины. Сумела дойти здесь до финала, единственное поражение потерпела в решающем поединке от испанки Мириам Бласко, и получила в итоге серебряную олимпийскую медаль.
В 1993 году Фейрбразер была лучшей на чемпионате Европы в Афинах и на чемпионате Европы в Гамильтоне. На европейском первенстве следующего года в польском Гданьске пыталась защитить свой чемпионский титул, но на сей раз стала лишь второй, проиграв в финале представительнице Нидерландов Джессике Гал. Тем не менее, в 1995 году она вернула себе чемпионское звание, одержав победу на домашнем чемпионате Европы в Бирмингеме. Будучи в числе лидеров британской национальной сборной, благополучно прошла квалификацию на Олимпийские игры 1996 года в Атланте — на стадии четвертьфиналов проиграла кубинке Дриулис Гонсалес, которая в итоге и стала новой олимпийской чемпионкой, тогда как в утешительных встречах за третье место была остановлена испанкой Исабель Фернандес.
После атлантской Олимпиады Никола Фейрбразер ещё в течение некоторого времени оставалась в основном составе дзюдоистской команды Великобритании и продолжала принимать участие в крупнейших международных турнирах. Так, в 1997 году она в очередной раз выиграла британское национальное первенство в лёгкой весовой категории и заняла седьмое место на чемпионате Европы в бельгийском Остенде. Последний раз показала сколько-нибудь значимые результаты на международной арене в сезоне 1999 года, когда получила серебро на этапе Кубка мира в Париже, бронзу на этапах Кубка мира в Праге и Минске, стала седьмой на европейском первенстве в Братиславе. Вскоре по окончании этих соревнований из-за накопившихся травм приняла решение завершить карьеру профессиональной спортсменки, уступив место в сборной молодым британским дзюдоисткам.
Впоследствии занималась журналистской деятельностью, работала телекомментатором, автор детского журнала о дзюдо.